# Solvatación

Solvatación de un ion de sodio con agua.

La solvatación es el proceso de formación de interacciones entre moléculas de un disolvente con moléculas o iones de un soluto. En la disolución los iones del soluto se dispersan y son rodeados por moléculas de solvente, lo mismo ocurre en las moléculas del solvente.

## Diferencia entre solvatación, disolución y solubilidad
Por definición de la IUPAC, la solvatación es una interacción de un soluto con un solvente que conduce a la estabilización de las especies del soluto en la solución. También puede referirse a estado solvatado, donde un ion en una solución está complejado por moléculas del solvente. El concepto de interacción de solvatación también puede ser aplicado a un material insoluble, por ejemplo, la solvatación de los grupos funcionales en la superficie de una resina de intercambio iónico.
La disolución es el proceso de agregar el soluto en el solvente o de agregar más solvente a una solución que ya se tenía, la solubilidad se refiere al límite de soluto que puedo agregar al solvente antes de que comience a formarse precipitado, es decir antes de que quede soluto sin disolver. La solvatación explica lo que pasa a nivel molecular entre el soluto y el solvente.
Al considerar las unidades puede hacerse una distinción más clara. La complexación puede ser descrita por el número de coordinación, y la constante de estabilidad del complejo. La unidad típica para la velocidad de disolución es mol/s. La unidad para la solubilidad puede ser mol/kg.

## Solventes e interacciones intermoleculares
Los solventes polares son aquellos con una estructura molecular que contiene dipolos. Tales compuestos suelen tener una alta constante dieléctrica. Las moléculas polares de estos solventes pueden solvatar iones porque pueden orientar la porción parcialmente cargada de la molécula hacia el ion en respuesta a la atracción electrostática. Esto estabiliza el sistema. El agua es el solvente polar más común y mejor estudiado, pero existen otros, como el acetonitrilo, dimetil sulfóxido, metanol, carbonato de propileno, amoníaco, etanol y acetona. Estos solventes pueden ser usados para disolver compuestos inorgánicos como las sales.
La solvatación involucra a diferentes tipos de interacciones moleculares: puente de hidrógeno, ion-dipolo, interacción dipolo-dipolo o fuerzas de London. Los tres primeros pueden estar presentes sólo en solventes polares. Las interacciones ion-ion sólo pueden suceder en solventes iónicos (por ejemplo, en fase fundida). Los procesos de solvatación sólo estarán termodinámicamente favorecidos si la energía libre de Gibbs de formación de la solución es menor que la suma de la energía libre de Gibbs de formación del solvente y el soluto por separado.
La conductividad de una solución depende de la solvatación de sus iones.

## Aspectos termodinámicos
Para que suceda la solvatación, se necesita la liberación de los iones individuales de la red cristalina en la que están presentes. Es necesario romper las atracciones que los iones tienen entre sí, atracción representada por la energía libre de la red del soluto en su estado de agregación natural.Para esto se obtiene de la energía liberada cuando los iones de la red del soluto se asocian con las moléculas del solvente. La energía liberada en esta forma se conoce como energía libre de solvatación.
El cambio de entalpía de disolución es la entalpía de formación de la solución menos la suma de las entalpías de formación de los sistemas separados, mientras que el cambio de entropía es la diferencia correspondiente en las entropías de formación. La mayoría de gases tiene una entalpía de solución negativa, lo que implica que son menos solubles a temperaturas más altas.
Aunque en un principio se creía que una mayor relación carga/tamaño del ion, o densidad de carga, implicaba una mayor solvatación, esto no resulta cierto para iones como hierro(III) o los lantánidos y actínidos, que son hidrolizados rápidamente para formar óxidos insolubles.
La entalpía de fecundación puede explicar por qué la solvatación ocurre con algunas redes iónicas, mientras con otras no. Un valor negativo de cambio de entalpía de solución corresponde a un ion que se disolverá, mientras que un valor positivo significa que la solvatación no sucederá fácilmente. Una medida cuantitativa del poder de solvatación de los solventes es el número donor.